# Palais Mirbach

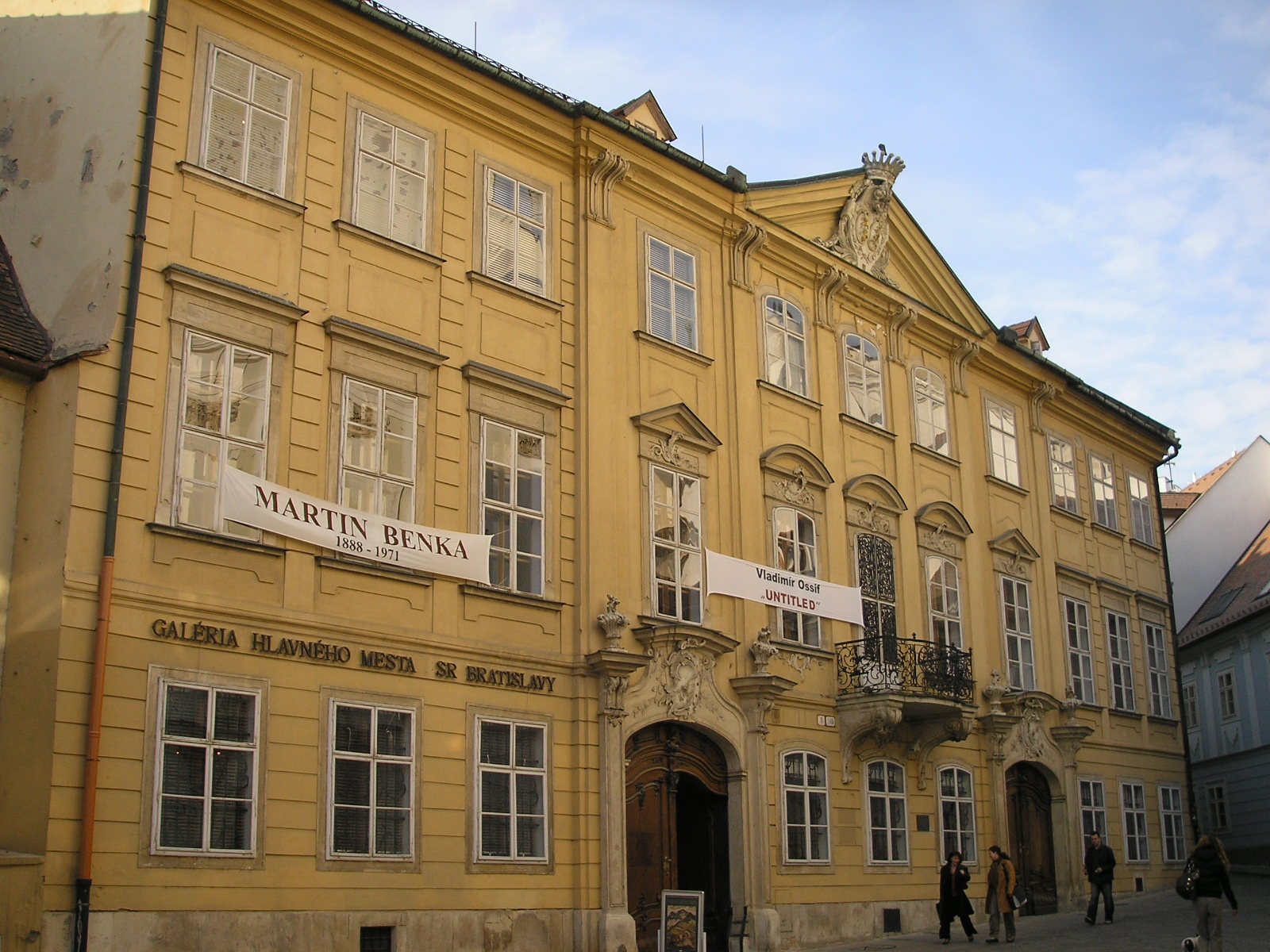
Palais Mirbach (2006)

Das Palais Mirbach (slowakisch Mirbachov palác) ist ein Palais in Bratislava, in dem die Treppe, die Gänge und die Räumlichkeiten im so genannten Bratislavaer Rokoko-Stil erhalten sind. Er befindet sich im nördlichen Teil der Altstadt gegenüber der Franziskanerkirche.

## Geschichte
Ursprünglich stand an dieser Stelle der Weite-Hof, der bereits 1459 in alten Urkunden als ’weytten Hoff‘  erwähnt wird. Den Namen erhielt das Gebäude wegen seines großräumigen Hofes. Noch im Jahre 1567 wird das Haus als Fachwerkhaus erwähnt. In diesem Haus wurden ab 1606 mit Sondergenehmigung des Kaisers Rudolf II. evangelische Gottesdienste abgehalten. Ab dem beginnenden 17. Jahrhundert wurden hier auch deutsche Theaterstücke von weltlichen Schauspielertruppen aufgeführt, wie ein Vermerk aus dem Jahre 1609 über den Bau einer Theaterbühne in den städtischen Annalen beweist. Noch im Jahre 1733 finden sich Aufzeichnungen über deutsche Theateraufführungen in diesem Gebäude.
Der Preßburger Bierbrauer Michael Spech erwarb den Weite-Hof sowie die Grundstücke der Umgebung von der Stadt Preßburg. Nach Abriss desselben beauftragte er einen namhaften Architekten mit der Planung eines neuen Palais. Gemäß Theodor Ortvay soll es sich bei dem Architekten um Franz Anton Hildebrand gehandelt haben, was jedoch nicht endgültig bewiesen werden konnte. Ausgeführt wurde der Palast-Bau zwischen 1768 und 1770 durch den einheimischen Baumeister Matthäus Höllrigl im Auftrag von Michael Spech.
Der Palast hatte mehrere Besitzer, darunter die Grafen Imrich Csáky und Karol Nyári. Benannt ist der Palast nach seinem letzten privaten Besitzer, Emil Mirbach, der 1945 von der einrückenden Roten Armee erschossen wurde. Daraufhin wurde das Palais samt den darin enthaltenen Mirbachschen Kunstsammlungen enteignet. Frühere Darstellungen in der amtlichen Broschüre von 1980, wonach Emil Mirbach das Haus dem Staat geschenkt haben soll, werden heute im Museumsführer nicht mehr aufrechterhalten. 1963 wurde das Mirbachpalais unter Denkmalschutz gestellt. Nachdem das Gebäude einer grundlegenden Renovierung unterzogen wurde, beherbergt es seit 1975 einen Teil der Kunstsammlung der Städtischen Galerie.

## Architektur
Der Palast ist in vier Flügel gegliedert und besitzt einen offenen inneren Umgang. Das Treppenhaus und die Repräsentationsräume im ersten Stockwerk sind reich im damaligen Zeitgeist geschmückt.
Für die Treppe wurde harter Kaiserstein aus dem kaiserlichen Steinbruch nahe bei Wien verwendet.